# Reed (Royaume-Uni)
Pour les articles homonymes, voir Reed.
Reed est un village et une paroisse civile du Hertfordshire, en Angleterre. Il est situé dans le nord-est du comté, à quelques kilomètres au sud de la ville de Royston. Le méridien de Greenwich passe juste à l'est du village et la route A10 (en) juste à l'ouest. Administrativement, il relève du district du East Hertfordshire. Au recensement de 2011, il comptait 310 habitants.

## Étymologie
L'étymologie du nom Reed, attesté pour la première fois sous la forme Retth dans le Domesday Book, à la fin du XIe siècle, n'est pas certaine. A. D. Mills propose de le faire remonter à un nom vieil-anglais hypothétique, *rȳ(h)th, qui désignerait un terrain accidenté ou rocailleux.